# Daniel Daio
Daniel Lima dos Santos Daio (nascut en 1947) és un polític africà, antic Primer Ministre de São Tomé i Príncipe. Fou el primer polític elegit lliurement per a aquest càrrec a les eleccions legislatives de São Tomé i Príncipe de 1991, va ocupar el càrrec del 7 de febrer de 1991 al 16 de maig de 1992. És membre del Partit de Convergència Democràtica - Grup de Reflexió.